# Masjaf
Masjaf (arab. مصياف) – miasto w Syrii, w muhafazie Hama, znane przede wszystkim ze względu na znajdujące się w nim ruiny dużego średniowiecznego zamku.
Powstanie zamku, oddalonego o około sześćdziesiąt kilometrów od Hamy, datuje się na czasy Cesarstwa Bizantyjskiego, na co wskazują badania dolnych jego warstw. Późniejsze warstwy zbudowane zostały m.in. przez Mameluków i Imperium Osmańskie. Około 1176 roku zamek prawdopodobnie przejęty został przez asasynów. W roku 1260 oblegany był przez Mongołów, którzy jednak zostali odparci. W 2000 roku rozpoczęła się renowacja zamku.

## Masjaf w kulturze popularnej
W grach z serii Assassin’s Creed w masjafskim zamku mieściła się siedziba asasynów. Zamek pojawia się w pierwszej części, stanowiąc główną siedzibę asasynów, oraz w Assassin’s Creed: Revelations.